# Terminal Soacha
La estación intermedia Terminal Soacha 3M  hará parte del sistema de transporte masivo de Bogotá, TransMilenio, inaugurado en el 2000.

## Ubicación
La estación se encontrará ubicada en el sector suroccidente de Soacha en el barrio el Altico (en la Comuna 6 San Humberto), específicamente sobre la Avenida NQS con Calle 2 frente a las instalaciones de lo que antes era empresa 3M, ahora la Uniminuto Soacha, a orillas del río Soacha. Será la estación intemedia de la ampliación de la fase II y III de TransMilenio hacia el municipio de Soacha que limita por el sureste con la ciudad de Bogotá.
La estación atenderá no solo a los barrios de la Comuna 1 de Compartir (por la Avenida Indumil), sino también la alimentación a los confines del área urbana de Soacha y al vecino municipio de Sibaté.

## Origen del nombre
Recibe su nombre de la antigua empresa 3M cuyas instalaciones se encuentran en cercanías a la estación.

## Historia
La construcción de la estación aún no se ha realizado debido a las demoras de la construcción de la I Fase en Soacha, por lo que incorporará para la segunda fase en un futuro cercano. El alcalde de Soacha, José Ernesto Martínez, afirmó que los atrasos se debían a falta de estudios y planeación, también indicó que se presentaron dificultades con el Ministerio de Transporte que atrasaron el inicio de la operación de la ampliación del sistema Transmilenio y el inicio de la construcción de algunas estaciones, entre ellas la de Intermedio 3M. Pero en febrero de 2021, confirmó la gerente de la Empresa Férrea Regional (EFR), Jeimmy Villamil Buitrago, que las obras incluyendo el Patio Taller El Vínculo, las calzadas mixtas y exclusivas, las 5 estaciones Carrera 7, San Humberto, Intermedio 3M, Ducales y Compartir y el espacio público, puentes y en general el tramo de vía, comenzarían en abril de 2021 y terminarían probablemente en abril de 2023.

## Ubicación geográfica
| Noroeste: Soacha    | Norte: Soacha | Nordeste: G San Humberto |
| Oeste: Soacha       |               | Este: Soacha             |
| Suroeste: G Ducales | Sur: Soacha   | Sureste: Soacha          |